# Зуерат
Зуерат (на арабски: الزويرات‎) е град в севернозападна Мавритания. Административен център на регион Тирис Замур. Населението на града през 2013 година е 59 002 души. Градът разполага с вътрешно летище и железни рудници.